# La Crescent
La Crescent ist eine Stadt im Houston County in Minnesota, Vereinigte Staaten. Das U.S. Census Bureau hat bei der Volkszählung 2020 eine Einwohnerzahl von 5.276 ermittelt. Ein kleiner Teil des Stadtgebietes reicht in das benachbarte Winona County.
La Crescent trägt wegen seiner zahlreichen Apfelplantagen den Spitznamen „Apple Capital of Minnesota“. Der Ort bildet mit Hokah einen gemeinsamen Schulbezirk.

## Geographie
Der Ort liegt am Ufer des Mississippi Rivers, gegenüber von La Crosse im Bundesstaat Wisconsin. Der Ort ist von Hügeln umgeben, die eine Aussicht auf den Fluss ermöglichen.
Nach den Angaben des United States Census Bureaus hat die Stadt eine Fläche von 8,7 km², wovon 7,8 km² aus Land und 0,9 km² (= 9,85 %) aus Gewässern bestehen.

## Demographie
Zum Zeitpunkt des United States Census 2000 bewohnten La Crescent 4923 Personen. Die Bevölkerungsdichte betrug 631,5 Personen pro km². Es gab 2014 Wohneinheiten, durchschnittlich 258,3 pro km². Die Bevölkerung La Crescents bestand zu 97,60 % aus Weißen, 0,43 % Schwarzen oder African American, 0,08 % Native American, 0,87 % Asian, 0,08 % gaben an, anderen Rassen anzugehören und 0,93 % nannten zwei oder mehr Rassen. 0,73 % der Bevölkerung erklärten, Hispanos oder Latinos jeglicher Rasse zu sein.
Die Bewohner La Crescents verteilten sich auf 1940 Haushalte, von denen in 35,0 % Kinder unter 18 Jahren lebten. 59,1 % der Haushalte stellten Verheiratete, 8,8 % hatten einen weiblichen Haushaltsvorstand ohne Ehemann und 29,5 % bildeten keine Familien. 26,0 % der Haushalte bestanden aus Einzelpersonen und in 11,3 % aller Haushalte lebte jemand im Alter von 65 Jahren oder mehr alleine. Die durchschnittliche Haushaltsgröße betrug 2,49 und die durchschnittliche Familiengröße 3,02 Personen.
Die Stadtbevölkerung verteilte sich auf 27,3 % Minderjährige, 7,1 % 18–24-Jährige, 28,6 % 25–44-Jährige, 21,2 % 45–64-Jährige und 15,8 % im Alter von 65 Jahren oder mehr. Das Durchschnittsalter betrug 38 Jahre. Auf jeweils 100 Frauen entfielen 92,9 Männer. Bei den über 18-Jährigen entfielen auf 100 Frauen 89,1 Männer.
Das mittlere Haushaltseinkommen in La Crescent betrug 45.433 US-Dollar und das mittlere Familieneinkommen erreichte die Höhe von 54.708 US-Dollar. Das Durchschnittseinkommen der Männer betrug 40.316 US-Dollar, gegenüber 24.308 US-Dollar bei den Frauen. Das Pro-Kopf-Einkommen in La Crescent war 21.361 US-Dollar. 3,9 % der Bevölkerung und 0,8 % der Familien hatten ein Einkommen unterhalb der Armutsgrenze, davon waren 1,9 % der Minderjährigen und 12,8 % der Altersgruppe 65 Jahre und mehr betroffen.

## Geschichte
Die Umgebung von La Crescent ist seit Jahrtausenden besiedelt. Vor der Ankunft der weißen Siedler waren hier die Dakota und Winnebago ansässig.
Nach dem Louisiana Purchase 1803 war Nathan Boone, der jüngste Sohn von Daniel Boone, unter den Landvermessern, die die Gegend erkundeten. Die hier lebenden Indianer wurden in den 1840er Jahren vertrieben, um der weißen Besiedlung mehr Raum zu verschaffen.
La Crescent wurde 1851 durch Peter Cameron gegründet und trug ursprünglich den Namen Camerons. Cameron versuchte, einen Kanal zu graben, um den Lauf des Mississippi Rivers so zu verlegen, dass er das auf der anderen Flussseite in Wisconsin gelegene La Crosse umging und näher an dem von ihm gegründeten Ort verlief. Er starb jedoch 1857 etwa zehn Wochen vor der geplanten Fertigstellung des Kanals, der dann nicht mehr fertiggestellt wurde. Die Reste des Kanals sind auf Luftaufnahmen noch heute sichtbar.
Nach dem Tod Camerons wurde der Ort durch William und Harvey Gillet, die das heutige Siedlungszentrum rodeten, in „Manton“ umbenannt. Kurz darauf änderte die etwas skrupellose Kentucky Land Company den Namen in La Crescent. Man wollte einen etwas romantischer klingenden Namen der Stadt, um die Siedler besser anzulocken und kam auf den Namen, da der Fluss um die Stadt einen Bogen in Form eines Halbmondes (im Englisch crescent) macht. La Crescent wurde 1857 inkorporiert.
John S. Harris war 1856 in La Crescent angekommen und gab der Stadt ihr Gesicht als Zentrum des Apfelanbaus. Trotz der Annahme fast aller Zeitgenossen, dass Äpfel in Minnesota nicht gedeihen können, pflanzte Harris 1857 seine ersten Apfelbäume und machte Versuche, bis er Bäume gefunden hatte, die widerstandsfähig genug waren, um die harten Winter des mittleren Westens zu überstehen. Er pflanzte tausende von Apfelbäumen und probierte hunderte von Sorten, wovon die Hälfte völlige Verluste waren. Harris war ein Gründungsmitglied der Minnesota State Horticultural Society. Seit 1947 feiert die Stadt sein Vermächtnis alljährlich mit einem Apfelfest. 2002 hat die Stadt den Titel „Apple Capital of Minnesota“ (deutsch: Apfelhauptstadt Minnesotas) als Schutzmarke registrieren lassen.
Die Anbaufläche ist seit den 1940er Jahren nahezu unverändert, obwohl die Zahl der Apfelbauern inzwischen auf ein Viertel des damaligen Standes zurückging. Achtzig Prozent der Erzeugung werden in Minnesota abgesetzt, der Rest geht in die umliegenden Bundesstaaten und nach Kanada.